# Steinwasen-Park
Het Steinwasen-Park is een attractiepark in het Duitse Oberried gelegen in het Zwarte Woud. Het park kenmerkt zich voornamelijk vanwege de twee rodelbanen en de voormalig langste hangbrug ter wereld.
Het attractiepark werd in 1974 geopend en bestond toen uit een rodelbaan, waarvan één tweelingrodelbaan, en een stoeltjeslift. In 1989 werd de rechterbaan van de tweelingbaan overdekt. In 1998, twee jaar na de opening van een nieuw entreegebouw, werd het park uitgebreid met een overdekte bobkart en een gemotoriseerde achtbaan. Het jaar daarop opende de darkride Sagenhafte Schwarzwaldbahn. Nogmaals een jaar later in 2000 kreeg het park een bioscoop waar een film over het Zwarte Woud gedraaid werd. In 2008 opende het park een rapid river en een speeltuin. Drie jaar later in 2011 werd een 4D-simulator geopend. In 2014 opende het park een Alpine Coaster.